# Norrbottnische Kulturgruppe

Norrbotten

Die Norrbottnische Kulturgruppe in der nordschwedischen Provinz Norrbotten ist eine Kultur der Jungsteinzeit am Unterlauf von Kalixälven und Torne älv, die ihre östliche Fortsetzung am Bottnischen Meerbusen bis zur nördlichen Küste des finnischen Österbotten findet. Sie existierte parallel zur nordischen Bronzezeit in den südlichen Regionen Schwedens.

## Das Norrbottnische Gerät
Das Norrbottnische Gerät ist ein schweres, hackenähnliches Steingerät aus hartem Schiefer und die Leitform der Kultur. Früher wurde es nach dem Ort Rovaniemi im nördlichen Finnland auch Rovaniemihacke genannt. Da während der Steinzeit so weit nördlich kein Ackerbau betrieben wurde, wird vermutet, dass das Norbottnische Gerät keine Hacke im üblichen Sinne gewesen ist. Die Bestimmung des Gerätes ist unklar. Verschiedene Deutungen sehen es Gerät für gröbere Holzarbeiten, als Eispickel, Keule, Teil einer Tierfalle oder als Fellbearbeitungsgerät. Vermutlich sind Norrbottnische Geräte verhältnismäßig spät zu datieren und entsprechen dem südskandinavischen Mittel- oder Spätneolithikum oder beiden Phasen.
Das Norrbottnische Gerät ist oft grob zugeschlagen und an der zugespitzten Schneide, zum Teil sogar an den Breitseiten geschliffen. Die Länge kann 50–70 cm betragen, die Regel sind jedoch 20–30 cm. Exemplare wurden in sämtlichen norrländischen Provinzen sowie weit im Süden in Dalarna und Uppland angetroffen. Im gleichen Gebiet wurde eine Reihe einfacher Geräteformen gefunden, zu denen im Osten Entsprechungen vorliegen: zweischneidige, grob geschlagene Äxte und sorgfältiger ausgeführte geschliffene Äxte aus Felsgestein, sowie quer- oder hohlschneidige, meißelähnliche Geräte.
Die norrbottnisehe Kulturgruppe war mit der Norrländischen Schieferkultur, wahrscheinlich auch mit der jüngeren Kammkeramischen Kultur in Finnland verbunden.